# Терапія відновлення пам'яті
Терапія відновлення пам’яті (ТВП, англ. Recovered-memory therapy) — це загальний термін для суперечливої та науково дискредитованої форми психотерапії, яка, на думку критиків, використовує одну або декілька неперевірених терапевтичних технік (таких як деякі форми психоаналізу, гіпнозу, ведення щоденника, регресії минулого життя, керованих образів) і використання аміталу натрію під час інтерв’ю), які нібито допомагають пацієнтам згадати раніше забуті спогади. Прихильники терапії відновлення пам’яті стверджують, всупереч доказам, що травматичні спогади можуть бути поховані в підсвідомості і таким чином впливати на поточну поведінку, і що ці спогади можна відновити через використання методик ТВП. Професійні асоціації психічного здоров’я не рекомендують ТВП. ТВП може призвести до того, що у пацієнтів з’являться помилкові спогади про сексуальне насильство в дитинстві та такі події, як викрадення інопланетянами, яких насправді не було.

## Термінологія
Онлайн-опитування 2018 року показало, що хоча 5 % громадян США повідомили про відновлення спогадів про жорстоке поводження, яке відбулось внаслідок терапії (жорстоке поводження, про яке вони повідомили, що не пам’ятали раніше), жоден із них не використав термінологію «терапія відновлення пам’яті», натомість вони повідомили про різні види терапії, наприклад про поведінкову терапію, EMDR тощо. Практики ТВП зазвичай використовують методи (такі як гіпноз, вікова регресія, керована візуалізація та/або використання речовин, таких як амітал натрію), які призначені для відновлення справжніх спогадів, але, як відомо, сприяють створенню помилкових спогадів.  

## Дослідження
Віра в те, що дитина може зазнати жахливого жорстокого поводження, але негайно поховати спогади про нього глибоко в своїй психіці, нічого не пам’ятаючи про те, що щойно сталося, і вирости, щоб мати глибокі психологічні шрами від цієї дизасоціації, хоча зараз є звичним явищем у популярній культурі, не підтверджується  доказами.
Оглядова стаття про потенційно шкідливу терапію віднесла ТВП до видів лікування, яке, ймовірно, завдасть шкоди тим, хто його приймає. Річард Офше, американський соціолог і експерт з примусових і навіяних свідчень, описує практику «відновлення» спогадів як шахрайство і небезпечну. Розслідування австралійським урядом цієї практики виявило недостатню підтримку чи використання методів відновлення пам’яті серед медичних працівників і попередило, що професіонали повинні бути навчені, щоб уникнути створення помилкових спогадів. У рамках програми компенсації жертвам злочинів, штат Вашингтон опублікував звіт про ефективність ТВП. Було зазначено, що терапія не мала позитивних переваг у проаналізованих тематичних дослідженнях і що «здатність пацієнтів із пригніченою пам’яттю функціонувати в повсякденному житті була значно й, можливо, безповоротно порушена як прямий результат суперечливих методів терапії". Крім того, він визнав можливість судових позовів з боку учасників через негативні наслідки програми.
Дослідження Елізабет Лофтус та інших прийшли до висновку, що можна створювати помилкові спогади про випадки дитинства. Експерименти включали маніпулювання піддослідними, щоб переконати, що вони мали якийсь фіктивний досвід у дитинстві, наприклад загубилися в торговому центрі у віці 6 років. Це передбачало використання сугестивної техніки під назвою «процедура неправдивої розповіді сімейного інформатора», у якій експериментатор стверджує, що достовірність неправдивої події підтримується членом сім’ї суб’єкта. Дослідження було використано для підтвердження теорії про те, що терапевти можуть прищепити пацієнту помилкові спогади про травматичне сексуальне насильство. Критики цих досліджень стверджують, що методи не нагадують жодного схваленого чи основного методу лікування, а також, що імплантовані події, які використовуються, емоційно не можна порівняти з сексуальним насильством. Критики стверджують, що висновки Лофтуса перевищують докази. Лофтус спростувала цю критику.
Деякі пацієнти пізніше відмовляються від спогадів, які вони раніше вважали відновленими за допомогою ТВП, після зустрічі з критичною літературою щодо терапії відновлення пам’яті. Ця література часто висвітлює небезпечні та псевдонаукові аспекти терапії, тим самим піддаючи їх науковим фактам, які спонукають до перегляду.  Пацієнти повідомили про значні шкідливі ефекти внаслідок використання ТВП.
Дослідження 2018 року в США є найбільшим відомим дослідженням, яке опитало широку громадськість щодо відновлення пам’яті за допомогою ТВП. Дослідження було представлено учасникам віком 50 років і старше, як опитування про «життєвий досвід» і виявило, що 8 % із 2326 дорослих повідомили, що відвідували терапевтів, переважно починаючи з 1990-х років, які обговорювали можливість витіснення спогадів про насильство. 4 % дорослих повідомили, що відновили спогади про жорстоке поводження під час терапії, про яке вони раніше не пам’ятали. Відновлені спогади про жорстоке поводження були пов'язані з більшістю видів терапії. Опитування 1000 терапевтів у 1994 році, проведене Майклом Д. Япко, виявило, що 19 % терапевтів знали про випадок, коли терапія навіяла пам’ять клієнта, але насправді була хибною.

## Професійні рекомендації
Є декілька осіб і груп, які опублікували вказівки, критику або застереження щодо терапії відновлення пам’яті та методів стимулювання запам’ятовування:
- У звіті Брендона, наборі рекомендацій щодо навчання, практики, досліджень і професійного розвитку, Королівський коледж психіатрів Сполученого Королівства порадив психіатрам уникати використання ТВП або будь-яких «технік відновлення пам’яті», посилаючись на відсутність доказів на підтримку точності спогадів, відновлених таким чином.[27]
- У 2004 році уряд Ради охорони здоров'я Нідерландів опублікував звіт у відповідь на запити професіоналів щодо ТВП і спогадів про травматичне сексуальне насильство над дітьми.[28] Рада охорони здоров’я заявила, що хоча травматичний досвід дитинства є основним фактором ризику психологічних проблем у дорослому віці, той факт, що більшість травматичних спогадів добре запам’ятовуються, але можуть бути забуті або стати недоступними, хоча вплив конкретних обставин перешкоджає простому опису зв’язку між пам'яттю і травмою. У звіті також зазначається, що спогади можна сплутати, перетлумачити, і навіть яскраві чи драматичні спогади можуть бути помилковими, ризик цього підвищується, коли терапевти використовують сугестивні методи, намагаючись пов’язати симптоми з минулою травмою, з певними пацієнтами та через використання методів стимулювання спогадів.[28]
- Австралійська асоціація гіпнотерапевтів (ААГ) виступила з подібною заявою щодо контекстів, де можуть виникнути помилкові спогади про сексуальне насильство над дітьми. ААГ визнає, що сексуальне насильство над дітьми є серйозним, шкідливим і принаймні деякі спогади є справжніми, водночас застерігаючи, що деякі методи опитування та втручання можуть призвести до ілюзорних спогадів, які призводять до хибних переконань про насильство.[29]
- Канадська психологічна асоціація опублікувала рекомендації для психологів щодо відновлення спогадів.[30] Психологів закликають усвідомлювати свої обмеження в знаннях і підготовці щодо пам’яті, травм і розвитку, а також про те, що «не існує сукупності симптомів, які б діагностували сексуальне насильство над дітьми». Рекомендації також закликають до обережності та усвідомлення переваг і обмежень «релаксації, гіпнозу, керованих образів, вільних асоціацій, внутрішніх дитячих вправ, вікової регресії, інтерпретації пам’яті тіла, масажу тіла, тлумачення сновидінь і використання проективних методів» і з особливою  обережністю ставитися до будь-якого юридичного залучення спогадів про насильство отриманих під час терапії.

## Юридичні питання
У справі «Рамона проти Ізабелли» Гарі Рамона подав до суду на терапевта своєї дочки за те, що він насадив їй помилкові спогади про те, як він знущався над нею. У першій справі, яка розглядала саму терапію відновлення пам’яті, він отримав 500 000 доларів у 1994 році.
Обговорюючи ТВП у парламенті Нового Південного Уельсу в 1995 році, міністр охорони здоров’я штату Ендрю Рефшауге – практикуючий лікар – заявив, що загальне питання прийнятності доказів, заснованих на відновлених спогадах, належить до компетенції Генерального прокурора. У 2004 році Австралійська асоціація консультантів оприлюднила проект заяви щодо відновленої пам’яті, в якій повідомила своїх членів про можливі юридичні труднощі, якщо вони підтвердять звинувачення як правдиві виключно на основі обговорення відновлених спогадів пацієнта, без відповідних підтверджуючих доказів.
У юридичних колах залишається певна суперечка, дехто вважає, що терапевти та суди повинні розглядати витіснені спогади так само, як вони розглядають звичайні спогади. Три відповідні дослідження стверджують, що витіснені спогади «не більш і не менш точні, ніж постійні спогади».
Терапія відновлення пам’яті була предметом кримінальних процесів проти деяких католицьких священиків, звинувачених у пестощах або сексуальному насильстві над неповнолітніми, які стали дорослими парафіянами.
В рамках кримінальної справи, порушеної в Канаді в 2017 році, священик з Нової Шотландії, преподобний Брент Хоукс, був виправданий у справі, пов'язаній з відновленням спогадів про передбачуване сексуальне насильство в минулому, коли суддя Алан Тафтс описав у своєму рішенні, що заявник використовував метод відновлення своїх спогадів про передбачувані події після вступу в чоловічу групу і коли він почув подібні розповіді від інших "які вижили", тому його свідчення не можуть бути надійними.
Кілька судових справ винесли багатомільйонні вироки проти психіатра Міннесоти Діани Бей Гуменанського, яка використовувала гіпноз та інші сугестивні методи, пов'язані з ТВП, що призвело до звинувачень кількох пацієнтів проти членів їхніх сімей, які згодом були визнані неправдивими.
У 1999 році Генеральна прокуратура Нідерландів сформувала національну групу експертів зі спеціальних сексуальних питань у Нідерландах - landelijke Expertisegroep Bijzondere Zedenzaken (LEBZ). До складу LEBZ входить багатопрофільна група експертів, з якими співробітники поліції і прокуратури, які проводять розслідування, зобов'язані консультуватися, перш ніж розглядати питання про арешт або судове переслідування особи, обвинуваченої в сексуальних злочинах, пов'язаних з пригніченими спогадами або відновленням пам'яті за допомогою терапії. LEBZ опублікувала звіт за період 2003-2007 рр., в якому зазначається, що 90 % справ, щодо яких вони консультували, були припинені через їхні рекомендації про те, що звинувачення не ґрунтуються на надійних доказах.

## Додаткова література
- Freyd, Jennifer J. Betrayal Trauma – The Logic of Forgetting Childhood Abuse. — Cambridge, MA : Harvard University Press, 1996. — ISBN 978-0-674-06805-6.
- Ofshe, Richard and Watters, Ethan. Making Monsters: False Memories, Psychotherapy, And Sexual Hysteria. — Reprint ed. — University of California Press, 1996 — ISBN 0-520-20583-9.
- Loftus, Elizabeth and Ketcham, Katherine. The Myth of Repressed Memory: False Memories and Allegations of Sexual Abuse. — 1st ed. — St. Martin's Griffin, 1996.
- Lilienfeld, Scott. Psychological treatments that cause harm // Perspectives on Psychological Science. — 2007. — Vol. 2, no. 1. — P. 53–70.
- Knopp, Fay Honey. A Primer on the Complexities of Traumatic Memory of Childhood Sexual Abuse – A Psychobiological Approach. — Brandon, VT : Safer Society Press, 1996. — ISBN 978-1-884444-20-3.
- Pope, Kenneth S. Memory, Abuse, & Science: Questioning Claims about the False Memory Syndrome Epidemic // American Psychologist : journal. — 1996. — Vol. 51, iss. 9. — P. 957–974. — DOI:10.1037/0003-066X.51.9.957. — PMID 8819364 .
- Pendergrast, Mark. Victims of Memory. — 1993. — ISBN 0-942679-18-0.